# Marianne Koch
Marianne Koch, född 19 augusti 1931 i München, Tyskland, är en tysk skådespelare och läkare. Koch hade ingen formell skådespelarutbildning då hon 1950 debuterade i filmen Der Mann, der zweimal leben wollte. Sitt stora genombrott fick hon i Helmut Käutners film Djävulens general 1955. På 1960-talet medverkade hon i flera internationella filmer och hade en stor roll i Sergio Leones För en handfull dollar 1964. 1973 återupptog hon de studier i medicin hon påbörjat innan filmkarriären. Hon lämnade sedan skådespelaryrket för att bli läkare och medicinsk rådgivare.

## Filmografi, urval
- 1951 – Du tog min kärlek
- 1954 – Nattmänniskor
- 1955 – Djävulens general
- 1957 – Ett äventyr i Salzburg
- 1957 – Sista ackordet
- 1964 – För en handfull dollar
- 1967 – Dra snabbt främling!